# Adja-Ouèrè
Adja-Ouèrè est une commune et une ville du sud-est du Bénin, préfecture du département du Plateau, située au nord de la capitale Porto-Novo, non loin de la frontière avec le Nigeria.
La commune comprend, outre celui du même nom, les arrondissements suivants :  Massè, Kpoulou, Oko-Akarè, Ikpinlè et Tatonnonkon.

## Géographie

### Relief et hydrologie
On peut distinguer deux zones sur le territoire de la commune : un plateau dont l'altitude est comprise entre 50 et 200 m et une zone de dépression, prolongement de la dépression de la Lama qui traverse le pays d'Ouest en Est.
Adja-Ouèrè est très peu irriguée, car le réseau hydrographique est pauvre, réduit à quelques ruisseaux. Cependant, dans l'arrondissement de Massè, on observe chaque année une inondation due à la crue du fleuve Ouémé.

### Climat
La commune possède un climat de type subéquatorial, avec deux saisons sèches et des précipitations de l'ordre de 1 100 à 1 200 mm par an.

### Végétation
La végétation est composée de savane arborée entrecoupée d'îlots forestiers, tel que la forêt classée d'Itchede-Toffo.

Spécimens collectés à Adja-Ouèrè.
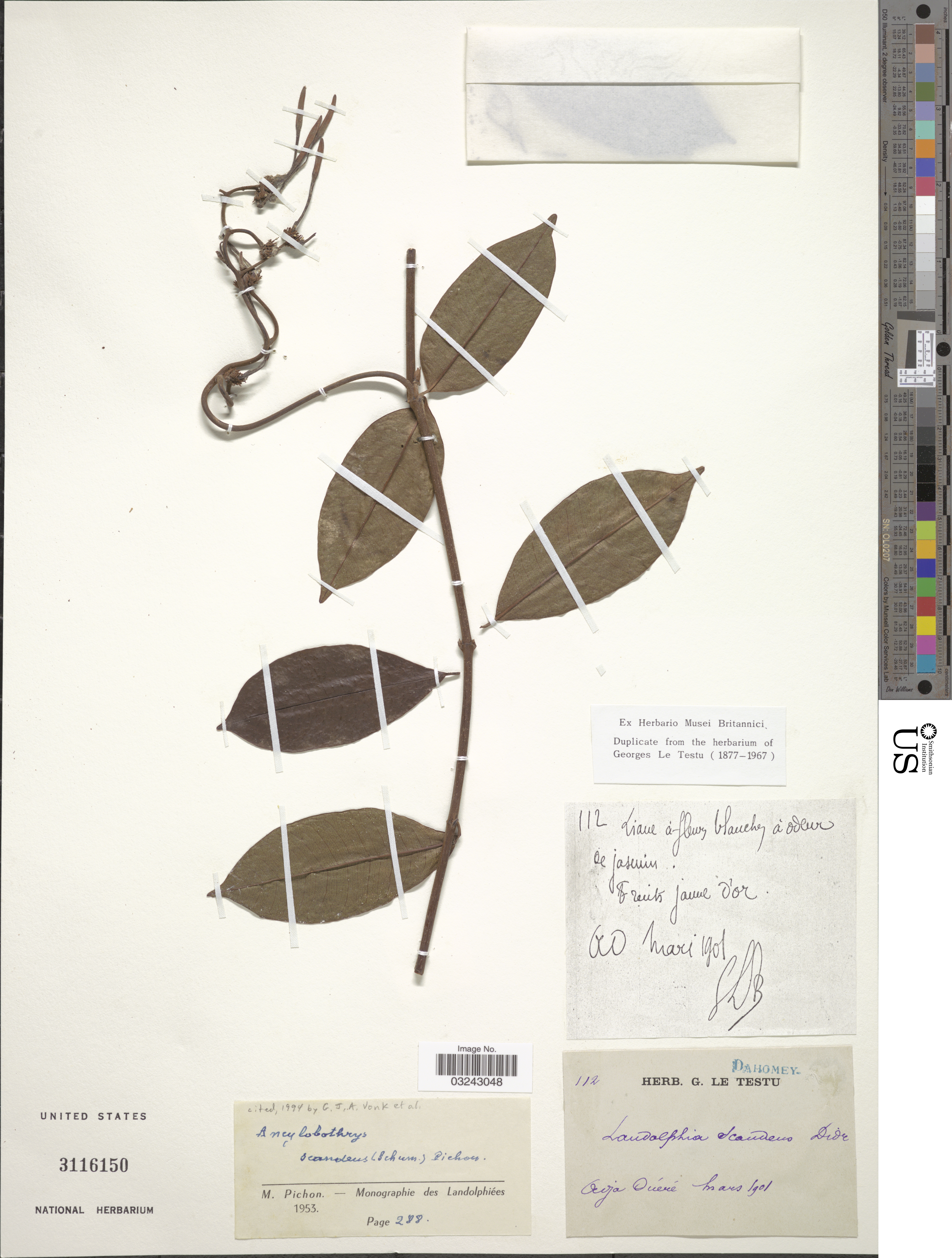
Ancylobothrys scandens.
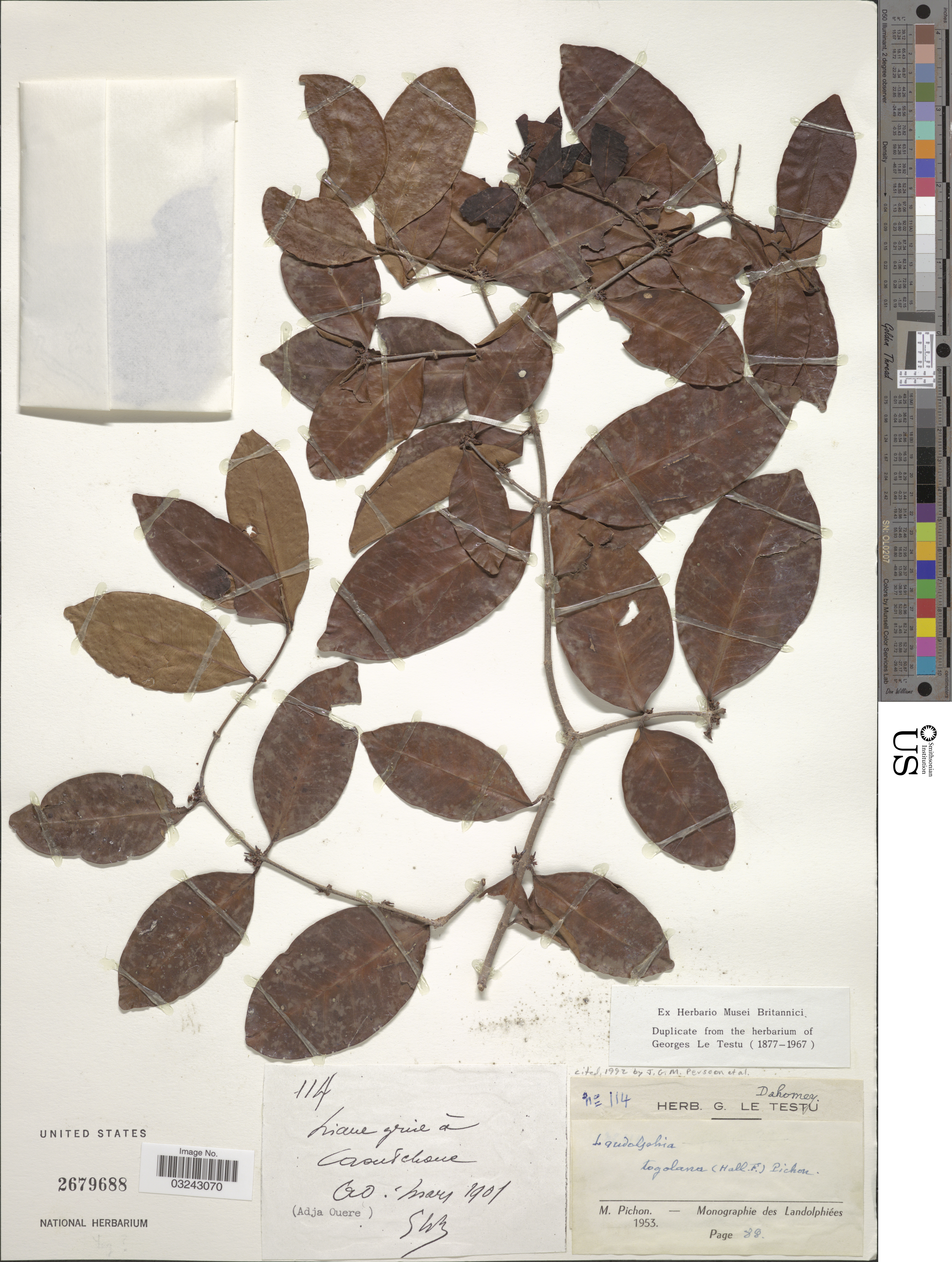
Landolphia togolana.
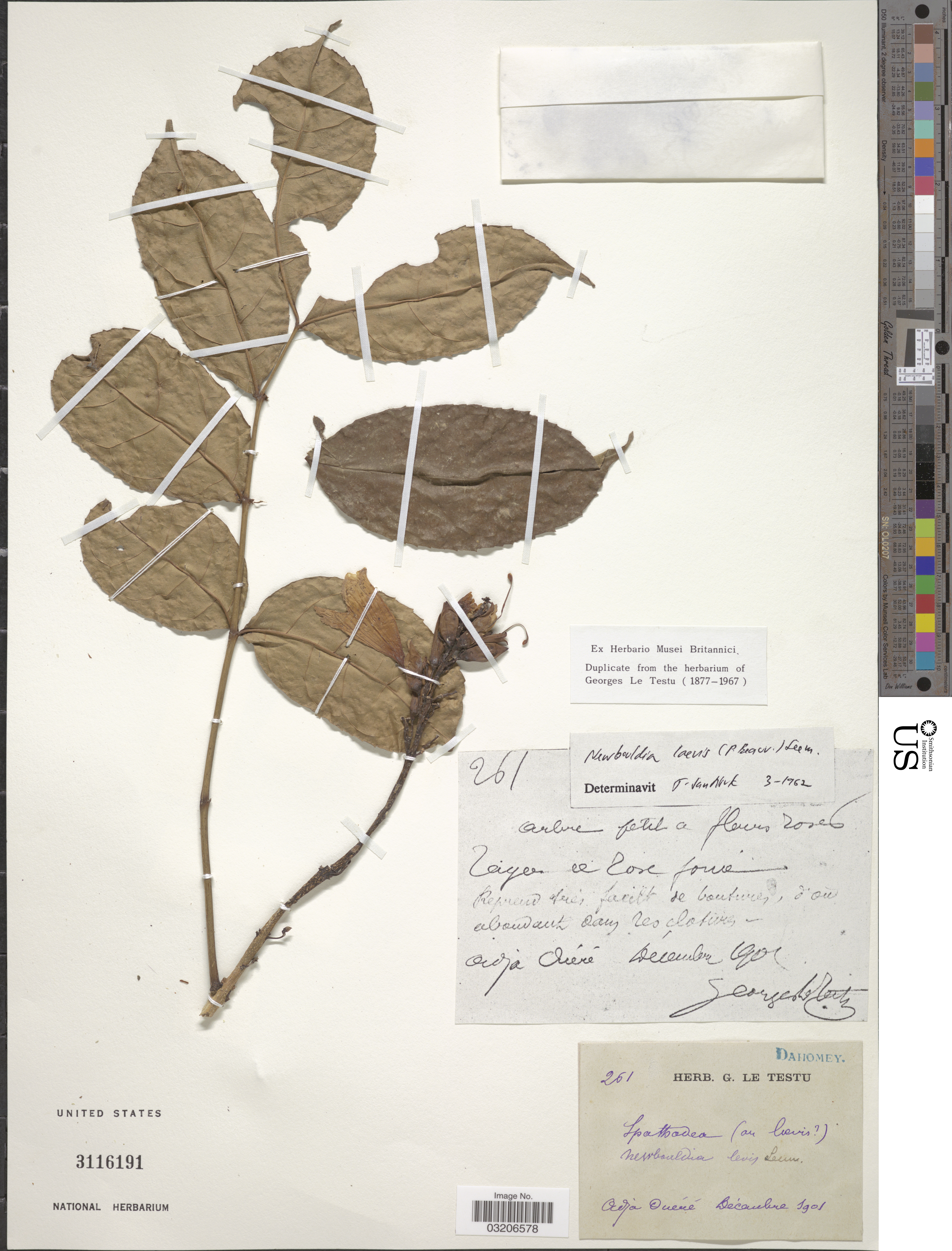
Newbouldia laevis.

### Population
Lors du recensement de 2013 (RGPH4) on a dénombré 116 282 habitants dans la commune.
La population est composée de Nagots, de Hollis, de Mahis, de Wémès, d'Adjas, de Fons et de Gouns.
Selon l'Atlas Monographique des communes du Bénin de 2001, la religion traditionnelle, particulièrement le culte Oro, est la plus pratiquée (35,6 %), suivie par l'islam (12,8%), le catholicisme (9,9 %), le protestantisme (9,3 %). Cependant cette étude inclut une catégorie « autres » qui s'élève à 32,4 %.

## Histoire
Adja-Ouèrè aurait été fondée par des chasseurs du pays Adja venus du village Wedeme dans le département du Mono. Selon une autre interprétation, « Adja » désignerait leur origine et « Ouèrè » (déformation de Wedeme) exprimerait leur contentement au moment de  découverte du site.

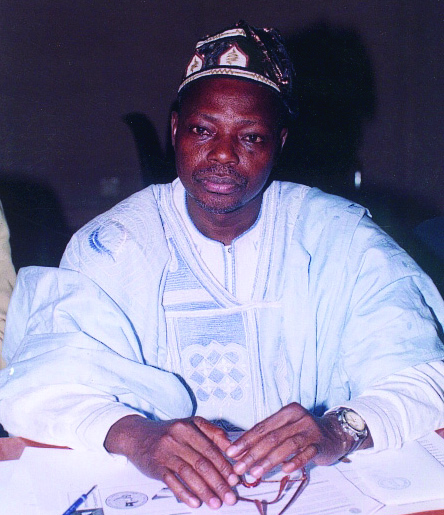

## Économie
La production agricole est assez variée : maïs, coton, palmier à huile, sésame, arachide,  manioc, igname, niébé, gombo,  tomate.
L'élevage (volailles, bovins, ovins, caprins, porcins et aulacodes) est surtout pratiqué à usage domestique. Une partie est vendue aux restaurateurs ou à l'occasion de cérémonies.
Du fait de la proximité du Nigeria, le commerce, surtout informel, est assez développé.